# Mirela Kumbaro Furxhi
Mirela Kumbaro Furxhi, född Mirela Kumbaro 4 mars 1966 i Tirana, är en albansk politiker och sedan regeringsskiftet 15 september 2013 landets kulturminister under premiärminister Edi Rama.
Kumbaro Furxhi är docent vid Tiranas universitet sedan 2012 inom lingvistiken. Kumbaro Furxhi har en Master's degree i översättning och interkulturell kommunikation från 1994 vid Paris universitet. 
15 september 2013 utsåg Edi Rama, som vann parlamentsvalet i Albanien 2013, Kumbaro Furxhi till landets kulturminister.